# Dia de la Visibilitat Lèsbica
El Dia de la Visibilitat Lèsbica se celebra cada 26 d'abril des de l'any 2008. És una manera de reclamar la igualtat de drets i oportunitats per a les lesbianes. Les associacions i els moviments LGTBIQ i feministes en son els principals impulsors. Una de les accions que es duen a terme consisteix a penjar vídeos a les xarxes socials que ajudin a visibilitzar el col·lectiu. En aquesta jornada també es parla de la falta de referents lèsbics en la societat, que son menys abundants que els referents d'homes homosexuals.